# Werner Rothmaler
Werner Walter Hugo Paul Rothmaler (Sangerhausen, 20 agosto 1908 – Lipsia, 13 aprile 1962) è stato un botanico tedesco dell'università di Greifswald, autore del libro Exkursionsflora von Deutschland (Flora escursionistica della Germania) e collaboratore alla realizzazione di Flora Europaea.

## Biografia

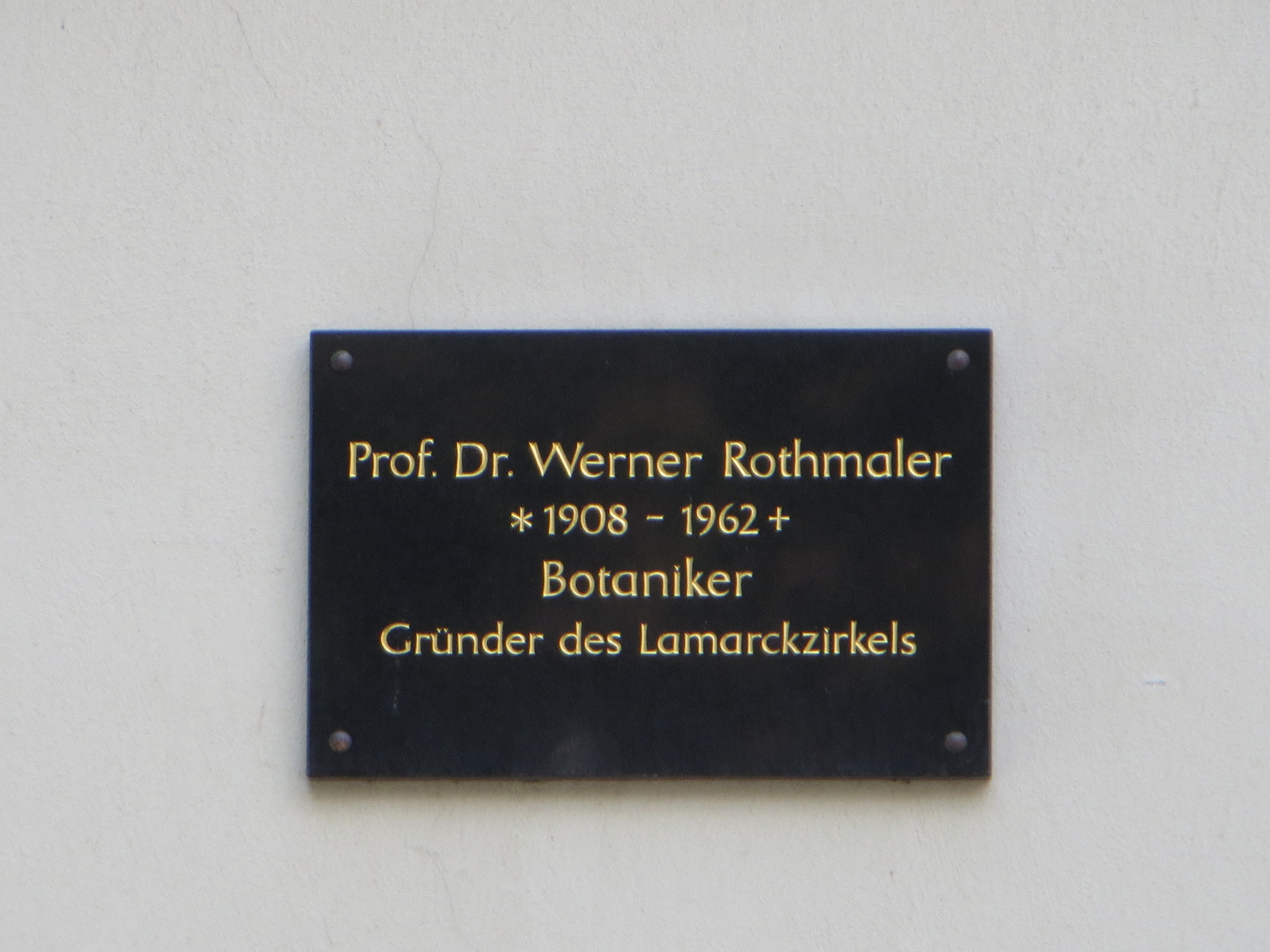
Targa commemorativa

È stato sposato due volte. Dal primo matrimonio (con Wilhelmine Neumann, 1911-2002) ha avuto due figlie (Ursula e Susanne), dal suo secondo matrimonio con Elisabeth Kecker, 1921-1993) due figli (Valentin e Philipp).
Il funerale è stato celebrato a Weimar.
Nel 2008, per celebrare il centenario della sua nascita, su iniziativa del "Lamarck Circle" da lui fondato, è stata aggiunta una targa all'ex casa di famiglia a Greifswald.

## Carriera

### Lavori
L'attuale edizione della flora dell'escursionistica (comunemente conosciuta come "Rothmaler") è composta da cinque volumi: piante inferiori (volume 1), piante vascolari - volume principale (volume 2), piante vascolari - illustrazioni (volume 3), volume critico (volume 4) e Volume 5 - Piante ornamentali ed erbacee.

## Taxa dedicati
Gli è stato dedicato il genere Rothmaleria al quale si aggiungono i seguenti taxa:
- Alchemilla rothmaleri
- Alyssum rothmaleri (= A. minus)
- Armeria rothmaleri
- Centaurea paniculata ssp. rothmalerana =  C. rothmalerana = Acosta rothmalerana
- Festuca rubra L. var. rothmaleri = F. rothmaleri
- Helianthum x rothmaleri
- Hieracium laevigatum ssp. rothmaleri
- Lupinus rothmaleri
- Myrica rothmalerana
- Phyllosticta rothmaleri
- Silene rothmaleri

| Rothm. è l'abbreviazione standard utilizzata per le piante descritte da Werner Rothmaler. Consulta l'elenco delle piante assegnate a questo autore dall'IPNI. |

| Controllo di autorità | VIAF (EN) 44453511 · ISNI (EN) 0000 0001 0893 464X · LCCN (EN) n85824940 · GND (DE) 122525841 · BNF (FR) cb13494393r (data) · J9U (EN, HE) 987007279454205171 · CONOR.SI (SL) 74977123 |